# Sogny-aux-Moulins
Sogny-aux-Moulins é uma comuna francesa na região administrativa do Grande Leste, no departamento de Marne. Estende-se por uma área de 6.69 km², e possui 111 habitantes, segundo o censo de 2018, com uma densidade de 17 hab/km².